# Ginger Minj
Joshua Allan Eads, plus connu sous le nom de scène Ginger Minj, est un acteur, chanteur et drag queen américain, principalement connu pour avoir participé à la septième saison de RuPaul's Drag Race, ainsi qu'à la deuxième et à la sixième saison de RuPaul's Drag Race All Stars. En 2025 elle gagne la Saison 10 de RuPaul's Drag Race All Stars.

## Biographie

### Jeunesse
Joshua naît dans le Comté de Lake en Floride et obtient son diplôme en arts du spectacle. Sa drag mother est Rusty Fawcett.

### Carrière
Le 2 mars 2015, Ginger Minj est annoncée comme l'une des quatorze candidates de la septième saison de RuPaul's Drag Race. Il arrive finaliste de la saison, mais perd le titre face à Violet Chachki. Le 17 juin 2016, elle est annoncée comme l'une des dix candidates de la deuxième saison de RuPaul's Drag Race: All Stars. Elle est éliminée dans le troisième épisode et se place finalement huitième. Elle apparaît ensuite comme invitée dans le premier épisode de la onzième saison de RuPaul's Drag Race où elle pose pour une photoshoot avec Ra’Jah O’Hara.
Ginger sort son premier single Ooh Lala Lala le 1er juin 2015. Un deuxième single, Bad, Bad Boy sort le 21 octobre 2016. Son premier album, Sweet T, sort en octobre 2016. L'album est composé de chansons originales et de coverts avec des styles musicaux variés comme la pop, le rock, le dance, le jazz ou encore la soul. Ginger participe également aux quatre albums Christmas Queens de 2015 à 2018. Son deuxième album Clown Fucker, supposé sortir en décembre 2018, voit sa sortie repoussée à début 2019.
Ginger double le personnage de Lemon Chiffon dans la série Netflix brésilienne Super Drags,. En 2018, elle joue dans la comédie musicale Netflix Dumplin'. Peu après  la sortie du film, elle publie un clip hommage à Dolly Parton sur la chanson Jolene avec Alaska Thunderfuck 5000, Manila Luzon BeBe Zahara Benet, BenDeLaCreme et Katya Zamolodchikova.

### Vie privée
Ginger vit en Floride. Son partenaire et lui se marient à la RuPaul's DragCon de 2017, avec pour ministre ordonné Michelle Visage.

## Discographie

### Albums
| Titre        | Détails                                                                                          |
| ------------ | ------------------------------------------------------------------------------------------------ |
| Sweet T      | - Sortie : 21 octobre 2016 - Label : Producer Entertainment Group - Formats : CD, téléchargement |
| Clown Fucker | - Sortie supposée : 2019                                                                         |

### Singles
| Titre         | Année | Album   |
| ------------- | ----- | ------- |
| Ooh Lala Lala | 2016  | Sweet T |
| Bad, Bad Boy  | 2016  | Sweet T |

### Autres apparitions
| Titre                                  | Année | Autre(s) artiste(s)                 | Album                           |
| -------------------------------------- | ----- | ----------------------------------- | ------------------------------- |
| Christma-Hannu-Kwanzaa-Ka              | 2015  | N/A                                 | Christmas Queens                |
| Let the Music Play                     | 2015  | RuPaul                              | RuPaul Presents CoverGurlz 2    |
| Eggs                                   | 2016  | Lucian Piane, Trixie Mattel         | RuPaul's Drag Race: The Rusical |
| Down Home Country Christmas            | 2016  | Carnie Wilson                       | Christmas Queens 2              |
| Xmas Hams                              | 2016  | Jiggly Caliente                     | Christmas Queens 2              |
| White Christmas                        | 2017  | N/A                                 | Christmas Queens 3              |
| All This Body                          | 2018  | Jiggly Caliente, Alaska Thunderfuck | T.H.O.T. Process                |
| Have Yourself a Merry Little Christmas | 2018  | N/A                                 | Christmas Queens 4              |

## Filmographie

### Cinéma
| Année | Titre                  | Rôle         | Notes                                         |
| ----- | ---------------------- | ------------ | --------------------------------------------- |
| 2018  | Miss Arizona           | Ginger       |                                               |
| 2018  | A Queen For the People | Lui-même     | Documentaire sur la vie de Bob the Drag Queen |
| 2018  | Dumplin'               | Candee Disch | Film Netflix                                  |

### Télévision
| Année       | Titre                                  | Rôle          | Notes                                                                                |
| ----------- | -------------------------------------- | ------------- | ------------------------------------------------------------------------------------ |
| 2015 – 2019 | RuPaul's Drag Race                     | Elle-même     | Candidate : Saison 7 — Seconde Invitée : Saison 11 — Épisode 1: "Whatcha Unpackin'?" |
| 2015        | RuPaul's Drag Race: Untucked           | Elle-même     | Émission connexe de RuPaul's Drag Race                                               |
| 2016        | RuPaul's Drag Race: All Stars          | Elle-même     | Candidate : Saison 2 — 8ème place                                                    |
| 2017        | Good Behavior                          | Ruby Flare    | Episode: You Could Discover Me                                                       |
| 2017        | @midnight                              | Elle-même     | Episode 580                                                                          |
| 2018        | Super Drags                            | Lemon Chiffon | Doublage anglais                                                                     |
| 2020        | AJ and the Queen                       | Party planner | Episode 9                                                                            |
| 2021        | RuPaul's Drag Race: All Stars          | Elle-même     | Candidate : Saison 6 — 2ème place                                                    |
| 2025        | RuPaul's Drag Race All Stars           | Elle-même     | Saison 10 de RuPaul's Drag Race All Stars – Gagnante                                 |
| 2025        | RuPaul's Drag Race All Stars: Untucked | Elle-même     | Saison 10 de RuPaul's Drag Race All Stars – Gagnante                                 |